# Џон Вилкс
Џон Вилкс (Лондон, 17. октобар 1725 — Лондон, 26. децембар 1797) је био енглески новинар и политичар.

## Историја
Најистакнутији противник Џорџа III био је Џон Вилкс. У неколико судских пресуда Вилкс излази као победник и постаје идол лондонске гомиле. Приморан је чак и да бежи из Енглеске 1768. године, али се убрзо враћа у Лондон. Суд га осуђује на две године затвора. У наредним годинама Вилксов покрет добија револуционарни облик. Савременици његове присталице називају „гомилом“. По изласку из затвора, поново улази у сукоб са владом и успева да изазове њене бројне непромишљене и неуставне мере. Он умањује значај Парламента указујући на његову зависност од круне, корумпираност и предрасуде.